# Amische Literatur

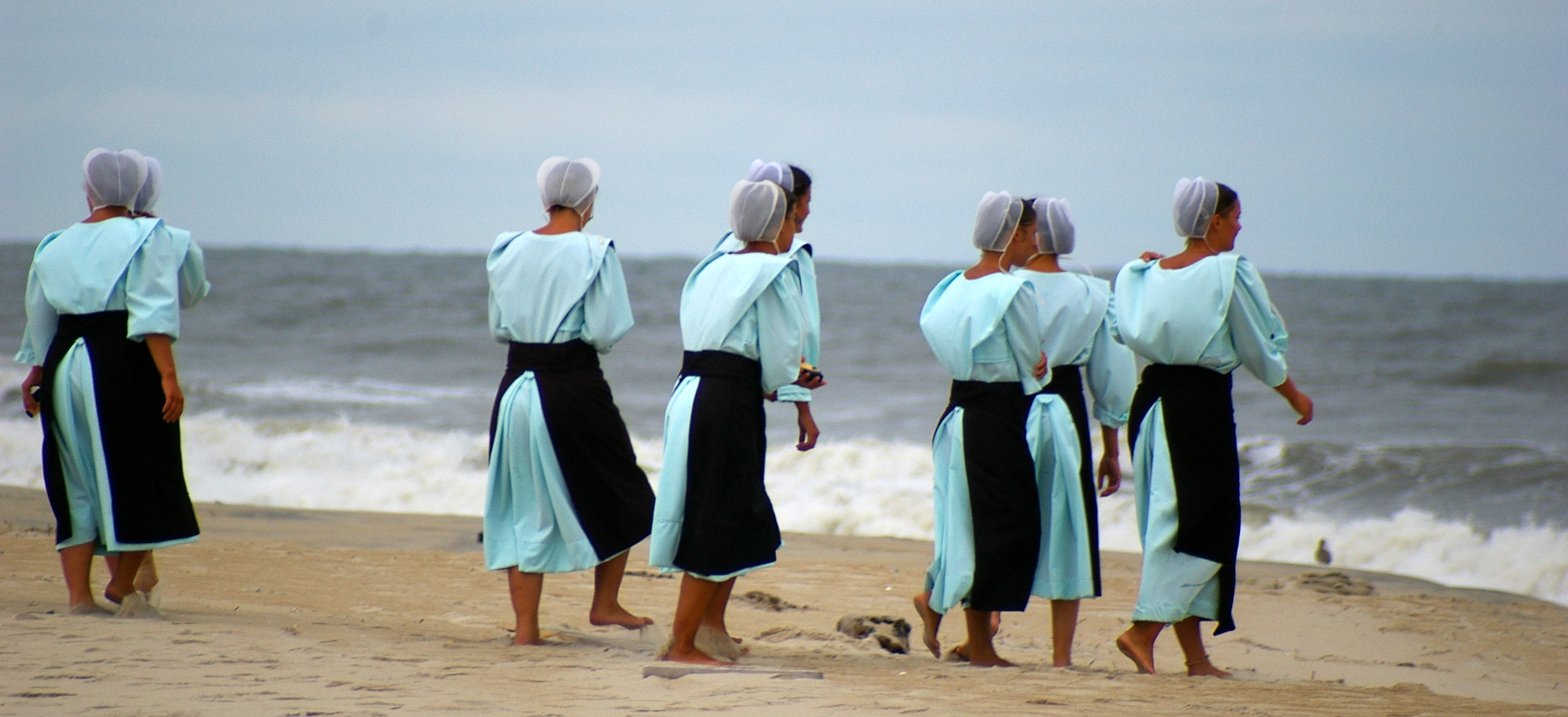
Amische Frauen am Strand von Chincoteague, Virginia

Die amische Literatur im engeren Sinne ist diejenige Literatur innerhalb der amerikanischen Literatur, die von Amischen für Amische geschrieben worden ist. Da die amische Glaubensgemeinschaft schriftstellerische Karrieren nicht ermutigt, umfasst die amische Literatur im weiteren Sinne auch die von amischen Motiven geprägten Arbeiten solcher Autoren, die als Amische aufgewachsen sind, deren Gemeinschaft später aber verlassen haben.
In der Werbesprache des amerikanischen Buchmarktes wird unter Amish Romance bzw. „Amischen Liebesromanen“ auch ein bestimmtes Genre populärer Liebesromane verstanden, deren Hauptfiguren Amische sind und mit denen nicht-amische Autoren ein Publikum nicht-amischer, christlicher Leserinnen bedienen.

## Hintergrund
Obwohl die Amischen höhere Bildung, die über die achte Schulklasse hinausgeht, grundsätzlich ablehnen, besitzen sie eine lebendige Schriftkultur. Ihr wichtigstes Presseorgan ist seit bereits 1890 die Wochenzeitung The Budget. Obwohl Amische weltabgeschieden leben und außerhalb der eigenen Gemeinschaft traditionell nicht als Autoren hervorgetreten sind, hat sich in jüngerer Zeit eine kleine „amische Literatur“ etabliert, die seit dem 21. Jahrhundert erstmals auch für Nicht-Amische wahrnehmbar geworden ist.
Ein Ausgangspunkt dieser Entwicklung war die Zunahme privater amischer Einklassenschulen im 20. Jahrhundert. Um deren wachsenden Bedarf an geeigneten Lesematerialien zu befriedigen, gründeten zwei amische Farmer, David Wagler und Joseph Stoll, 1964 den Verlag Pathway Publishers. In zwei Zeitschriften aus diesem Verlag, The Young Companion und Family Life, wurden bereits früh auch fiktionale Texte veröffentlicht ‒ oftmals anonym, da Individualität bei den Amischen nicht die hohe Bewertung findet, die sie in der übrigen amerikanischen Gesellschaft genießt. 1999 veröffentlichte Brad Igou einen aus diesen Texten zusammengestellten Sammelband.
Ein weiterer für die amische Literatur bedeutender Verlag ist die mit dem Mennonite Publishing Network verbundene Herald Press in Scottdale, Pennsylvania.

## Nicht-fiktionale Literatur
Als ein Klassiker der amischen Literatur gilt das Werk Amish Society (1963) von John A. Hostetler, einem unter Amischen aufgewachsenen Anthropologen, der hier eine umfassende Darstellung der amischen Geschichte und Kultur bietet. 1993 gab er den Band Amish Roots heraus, die erste Anthologie amischer Schriften.
Der bekannteste jüngere Autor nicht-fiktionaler amischer Literatur ist David Kline, der in seinem Buch Great Possessions (1990) vom alltäglichen Leben auf einer amischen Farm in Ohio berichtet; 1997 folgte sein Band Scratching the Woodchuck.

## Lyrik
Zu den namhaftesten Autorinnen amischer Lyrik zählt Julia Kasdorf, deren Gedichtsammlung Sleeping Preacher (1992) den Agnes Lunch Starrett Poetry Prize und den Great Lakes Colleges Association Award for New Writing errang. Kasdorf ist eine Tochter amischer Eltern, die ihre Glaubensgemeinschaft verlassen hatten; dennoch hat sich diese Familiengeschichte in Kasdorfs Werk deutlich niedergeschlagen. Ihr Buch Fixing Tradition (2003), eine Biografie des amischen Schriftstellers Joseph W. Yoder, ist eine der ganz wenigen Arbeiten, die das amische Schreiben aus amischer Sicht behandeln. Ein weiterer amischer Dichter ist G. C. Waldrep (* 1968), der für seinen Sammelband Goldbeater’s Skin (2003) mit dem Colorado Prize ausgezeichnet wurde.

## Authentische amische Romanliteratur
Aus den oben erwähnten Gründen gibt es keine amische Romanliteratur im engeren Sinne, d. h. Romane von Autoren, die als Amische leben und für Amische schreiben. Seit dem 20. Jahrhundert sind jedoch mehrfach Romanautoren in Erscheinung getreten, die als Amische großgeworden sind, diese Gemeinschaft dann aber verlassen und später über Amische geschrieben haben. Obwohl diese Autoren nicht für amische Leser, sondern für den allgemeinen christlichen Buchmarkt schreiben, ist ihnen eine profunde Kenntnis über die geistige und alltägliche Lebenswelt der Amischen gemeinsam. Ein Beispiel bildet Joseph W. Yoder (1872–1956), der als Amischer aufwuchs, später aber studierte. Sein 1940 veröffentlichtes Buch Rosanna of the Amish gilt als das Pionierwerk der amischen Romanliteratur. Mary Christner Borntrager (* 1921), die ebenfalls unter Amischen aufwuchs, veröffentlichte in den Jahren 1988–1997 eine ganze Serie von Jugendromanen, die als Ellie’s People bekannt wurde. An dieselbe Altersgruppe (Neun- bis Zwölfjährige) sind die Bücher von Carrie Bender (z. B. Miriam’s Journal-Serie, 1993ff; Whispering Brook-Serie, 1995ff) adressiert. Unter Amischen aufgewachsen ist auch Levi Miller, dessen 1989 veröffentlichter Debütroman Ben’s Wayne hohe Popularität erlangte.

## Amish Romance Novel
Dem Interesse entsprechend, das die amerikanische Öffentlichkeit und Touristen in Pennsylvania Dutch Country den Amischen entgegenbringen, existiert daneben heute eine umfangreiche Romanliteratur über amische Figuren, die meist weitaus weniger authentisch ist als die der zuvor erwähnten Autoren. Diese Autoren täuschen gelegentlich vor, selbst Amische zu sein, stehen als inspirational writers tatsächlich jedoch in der Tradition der modernen christlichen Prosa und des unterhaltenden bzw. trivialen Liebesromans. Historischer Vorläufer der Amish Romance Novels waren die so genannten Bodice Rippers, billige Liebesromane, auf deren Cover häufig ein Mann abgebildet war, der nach einer knapp bekleideten Frau griff. Die Romane werden darum, obwohl Sex darin nicht vorkommt und die auf den Covers gezeigten jungen Frauen regelmäßig züchtig mit einem Häubchen bedeckt sind, nicht nur als bonnet books, sondern scherzhaft auch als bonnet rippers bezeichnet.
Die erfolgreichste Autorin des Genres, Beverly Lewis, hat bis heute mehr als 17 Mio. Bücher verkauft. Ihr Roman The Thorn (2010) gelangte bereits beim Erscheinen auf Platz 11 der Taschenbuch-Bestsellerliste der New York Times. Zwei ihrer Romane wurden verfilmt. Weitere produktive Autorinnen und Autoren des Genres sind Annette Blair, Mary Ellis, Wanda Brunstetter, Kathleen Fuller, Annalisa Daughety, B. J. Hoff, Cindy Woodsmall, Shelley Shepard Gray, Beth Wiseman, Amy Clipson, Suzanne Woods Fisher, Mindy Starns Clark, Patricia Davids, Kelly Long, Adina Senft, Gayle G. Roper und Jerry Eicher. Zu den wenigen Amischen, die Amish Romance Novels veröffentlicht haben, zählt Linda Byler.
Obwohl die Romane auch von amischen Frauen gelesen werden, besteht die wichtigste Zielgruppe, wie Newsweek schrieb, aus evangelikal christlichen Frauen, die die Bücher bei Wal-Mart einkaufen und den Lebensstil der Amischen romantisch verklärt sehen, weil deren menschliche Beziehungen als persönlich, verbindlich und verlässlich gelten und deren Kinder nicht nach Wiis verlangen, sondern mit Puppen spielen. Einige der Romane von Lewis, Brunstetter und Woodsmall liegen auch in deutscher Übersetzung vor.